# Márcia Bechara
Márcia Bechara (Belo Horizonte, 1975) é uma jornalista, escritora, tradutora e atriz brasileira.
Tradutora da escritora francesa Virginie Despentes, mora em Paris desde 2009, onde trabalha e vive. Desde 2011, atua como jornalista da redação brasileira da Radio France Internationale (RFI). Formada em Teatro pelo Centro de Formação Artística (CEFAR) do Palácio das Artes, em Belo Horizonte (MG), defendeu mestrado em 2014 na universidade Sorbonne - Paris III, na capital francesa, sobre a dramaturgia da guerra e a memória na obra do autor, diretor e ator franco-libanês Wajdi Mouawad. Como atriz, adaptou para o teatro e montou Rútilo Nada, de Hilda Hilst, espetáculo criado para a programaão do evento "Mundão", do Sesc-SP, em 1998. Graduada em Jornalismo pela PUC-MG, recebeu em 2004 o Prêmio Aberje São Paulo e o Prêmio USP de Comunicação Corporativa.

## Obras
- 1993 - Alegoria para Dinorah (Mazza Edições)
- 2007 - Casa das Feras (7Letras)
- 2009 -  Métodos extremos de sobrevivência (Publisher Brasil)

## Artigos publicados
- Artigo sobre Chantal Akerman para Opera Mundi